# 屋代高校前站
屋代高校前站（日语：／ Yashirokōkō-mae eki */?）是位於長野縣千曲市大字屋代1411番3號，信濃鐵道的信濃鐵道線車站。

## 歷史
- 2001年（平成13年）3月22日 - 繼開設科技坂城站後，此站啟用[1]。

## 車站構造
車站是一座地面車站，設有2面2線相對式月台，月台可容納6卡編成。兩月台靠近屋代站一方之間設有跨線橋連接。
此站是簡易委託車站，委托千曲市負責窗口業務。雖然信濃鐵道官方網站中提出此站沒有車票售賣服務，實際上此站設有定期票和回數票等售票終端。

### 月台
| 月台 | 路線        | 上下行 | 方向             |
| ---- | ----------- | ------ | ---------------- |
| 1    | ■信濃鐵道線 | 上行   | 小諸、輕井澤方向 |
| 2    | ■信濃鐵道線 | 下行   | 長野方向         |

## 使用狀況
以下為近年乘車人次變化：
| 乘車人次變化 | 乘車人次變化     | 乘車人次變化 |
| 年度         | 1日平均 乘車人次 |              |
| ------------ | ---------------- | ------------ |
| 2001         | 485              |              |
| 2002         | 582              |              |
| 2003         | 616              |              |
| 2004         | 637              |              |
| 2005         | 645              |              |
| 2006         | 677              |              |
| 2007         | 656              |              |
| 2008         | 625              |              |
| 2009         | 655              |              |
| 2010         | 723              |              |
| 2011         | 764              |              |
| 2012         | 790              |              |
| 2013         | 838              |              |
| 2014         | 812              |              |
| 2015         | 909              |              |
| 2016         | 958              |              |
| 2017         | 1,012            |              |

## 車站周邊
- 長野縣屋代高等學校·附屬中學（日语：長野県屋代高等学校・附属中学校）[1]（車站南邊200米）
- 長野縣立歷史館（日语：長野県立歴史館）
- 森將軍塚古墳館（日语：森将軍塚古墳館） 森將軍塚古墳（日语：森将軍塚古墳）
- 長野自動車道更埴交匯處（日语：更埴インターチェンジ）[1]
更埴巴士站（日语：更埴インターチェンジ#更埴バスストップ）（步行約10分鐘）
- 長野電鐵屋代線：東屋代站[1]（2012年3月31日廢止）
- 屋代工業團地[1]

## 巴士路線
- 千曲市循環巴士（日语：千曲市循環バス）
  - 東部線（杏子號）雨宮方向：每日9班

## 相鄰車站
信濃鐵道
■信濃鐵道線
□快速
通過
■普通
屋代－屋代高校前－篠之井

## 注腳
1. 1 2 3 4 5 6 7 8 9 10 11 12 13  信濃毎日新聞社出版部. . 信濃毎日新聞社. 2011-07-24: 255. ISBN 9784784071647 （日语）.
2. ↑  「千曲市統計書」

## 外部連結
- 屋代高校前站（信濃鐵道） （页面存档备份，存于）（日語）